# Passeridae
Passeridae é uma família de aves passeriformes muito diversificada que inclui os pássaros designados por pardais do Velho Mundo. O grupo assemelha-se em aspecto exterior aos pardais do Novo Mundo (família Emberizidae), com os quais não devem ser confundidos. Os passerídeos são nativos da Europa e Norte de África mas encontram-se actualmente distribuídos por todo o planeta, graças à intervenção do Homem que os introduziu nas Américas e Oceania. O grupo inclui o pardal-doméstico, a espécie de ave com maior distribuição geográfica. Os membros desta família ocupam habitats diversos como planícies, savanas, zonas montanhosas e costeiras ou mesmo cidades, mas evitam áreas de florestação densa.
Os passerídeos são aves de pequeno a médio porte, com comprimento médio entre 12 a 18 cm. O corpo é arredondado e robusto e termina em patas curtas. Estas aves são excelentes voadoras e em terra deslocam-se saltitando com ambas as patas. A plumagem dos passerídeos é pouco colorida, sendo o castanho, cinzento e preto as cores mais frequentes. O grupo apresenta dimorfismo sexual, com os machos maiores que as fémeas e com padrões de coloração mais elaborados. O bico é curto, ligeiramente encurvado na ponta. Uma característica distintiva do grupo é a presença de uma estrutura ossificada na língua, uma adaptação à alimentação à base de sementes.
Os passerídeos formam casais monogâmicos apenas na teoria, pois na prática as infidelidades mútuas são comuns e fazem parte da estratégias reprodutivas do grupo. Na época de reprodução, que se desenrola na Primavera, o macho escolhe um território que defende com agressividade dos vizinhos, e procura atrair uma parceira através de vocalizações elaboradas. O casal constrói um ninho em árvores, arbustos ou no solo, à base de gravetos que podem ser roubados aos casais vizinhos. As posturas contém entre quatro a cinco ovos de cor branca que são incubados ao longo de uma a duas semanas. Os juvenis são precoces e tornam-se independentes ao fim de 10 a 21 dias. Após a saída das crias, o casal volta ao princípio e choca nova ninhada num ciclo que termina apenas no fim da época de reprodução. O número total de ninhadas criadas num ano varia com a abundância de alimentos e condições atmosféricas até um total de sete. O elevado número de ninhadas é necessário para compensar as perdas significativas de juvenis para os predadores.
Estas aves são gregárias, e sobretudo diurnas e não migratórias, embora haja excepções dentro do grupo. Os passerídeos são aves omnívoras, alimentando-se de insectos durante a época de reprodução e de sementes durante o resto do ano.
O IUCN considera que nenhuma espécie de passerídeo merece de momento atenção especial em termos de conservação.

## Taxonomia
Géneros de Passeridae:
- Hypocryptadius
- Plocepasser
- Histurgops
- Pseudonigrita
- Philetairus
- Passer
- Carpospiza
- Petronia
- Gymnoris
- Montifringilla
- Onychostruthus
- Pyrgilauda